# Marek Vadas
Marek Vadas (* 28. května 1971 Košice) je slovenský spisovatel. V roce 2007 vyhrál cenu Anasoft Litera pro nejlepší slovenskou prozaickou knihu, a to za sbírku povídek Liečiteľ. V roce 2004 získal cenu Bibiany za nejlepší slovenskou dětskou knihu, za Rozprávky z čiernej Afriky. Obě knihy, stejně jako řada jeho dalších děl, byly inspirovány jeho četnými pobyty v Africe (zejm. Kamerun, Čad, Gabon, Nigérie). Vystudoval estetiku a slovenský jazyk a literaturu na Filozofické fakultě Univerzity Komenského v Bratislavě, absolvoval roku 1995. Literárně debutoval roku 1994. Přispěl do antologií Sex po slovensky (2004) a Päť x päť (2011). Jeho knihy byly přeloženy do ukrajinštiny, maďarštiny, češtiny, polštiny, španělštiny, korejštiny, slovinštiny, bulharštiny, angličtiny, italštiny, francouzštiny a srbštiny. Věnuje se též canisterapii.

### Česky vyšlo
- Léčitel, překlad Ondřej Mrázek, Malvern 2011
- Na útěku, překlad Ondřej Kavalír, Labyrint 2017[3]
- Černé na černém, překlad Ondřej Mrázek, Větrné mlýny 2019
- Špatná adresa, překlad Ondřej Mrázek, Větrné mlýny 2022